# Carlos Mencia
Ned Arnel Mencía, meglio noto con il nome d'arte di Carlos Mencia (San Pedro Sula, 22 ottobre 1967), è un attore, comico e autore televisivo statunitense di origine messicana.

## Biografia
Diciassettesimo di diciotto figli, Mencia nacque in Honduras, a San Pedro Sula, dove la madre, messicana, era a servizio presso quello che sarebbe divenuto il padre di Ned, Roberto Holness, che però non lo riconobbe mai. Crebbe poi in California, presso gli zii materni. Cominciò a farsi conoscere come comico in alcuni comedy club di Los Angeles all'inizio degli anni novanta, finché fu scelto nel cast di Loco Slam, produzione della HBO nel 1994. Il grande pubblico statunitense lo conobbe poi grazie alla trasmissione Comedy Central Presents su Comedy Central nel 2002.
Nel frattempo, in quegli stessi anni, aveva preso parte anche a diversi telefilm, tra cui The Shield e Moesha. Dal 2005 conduce un suo show su Comedy Central Mind of Mencia. Nella prima stagione il successo non fu eccezionale, mentre fu il secondo programma più visto della rete (dopo South Park) nella seconda, e lo spettacolo venne poi confermato. Per il grande schermo ha recitato in alcuni film, come La grande sfida, Lo spaccacuori, e Matrimonio in famiglia.

## Filmografia

### Cinema
- Lo spaccacuori (The Heartbreak Kid), regia di Peter e Bobby Farrelly (2007)
- Matrimonio in famiglia (Our Family Wedding), regia di Rick Famuyiwa (2010)

### Televisione
- The Shield - serie TV, episodio 1x12 (2003)

## Doppiatori italiani
Nelle versioni in italiano delle opere in cui ha recitato, Carlos Mencia è stato doppiato da:
- Roberto Stocchi in The Shield
- Eugenio Marinelli ne Lo spaccacuori
- Massimo De Ambrosis in Matrimonio in famiglia